# Andrej Aleksandrovitsj Popov
Andrej Aleksandrovitsj Popov (Russisch: Андрей Александрович Попов) (Sint-Petersburg, 21 september 1821 - aldaar, 6 maart 1898) was een admiraal van de Russische Keizerlijke Marine die deelnam aan de Krimoorlog en een aantal opmerkelijke marineontwerpen zoals het cirkelvormige slagschip Novgorod op zijn naam heeft staan.